# Rifugio Antonio ed Elia Longoni
Il rifugio Antonio ed Elia Longoni è un rifugio situato nel comune di Chiesa in Valmalenco (SO), in Val Malenco, posizionato nel versante sud del gruppo del Bernina, a 2.450 m s.l.m.

## Caratteristiche e informazioni
Il rifugio è sempre aperto da giugno a settembre e in primavera solo su prenotazione.

## Accessi
Il rifugio è accessibile partendo da Chiareggio e da San Giuseppe (entrambe frazioni di Chiesa in Valmalenco). In entrambi i casi occorrono circa 2 ore e mezza di cammino per raggiungere il rifugio.

## Ascensioni
- Pizzo Tremoggia (3.436 m s.l.m.)[1]
- Pizzo Malenco (3.438 m)
- Sassa d'Entova (3.329 m)[2]
- Sassa di Fora (3.345 m)

## Traversate
- Alta via della Val Malenco